# René Tanguy
René Tanguy (né le 26 février 1955 à Lesneven) est un photographe français. 

## Biographie
Il quitte très tôt la Bretagne avec sa famille pour suivre son père électricien de chantier en chantier aux quatre coins de la France et en Afrique, au Gabon, où lui et sa famille séjourneront trois années dans un petit village au bord de la jungle,. Rentré en France, il poursuit quelques années plus tard des études de photographie à l’Université de Provence à Marseille, où il est diplômé d'une licence de photographie en 1980. Il collabore à la presse nationale et régionale (Libération, Le Monde, L'Humanité, Bretagne Magazine, ArMen), documente le monde du travail en France et à l’étranger et se spécialise dans le portrait institutionnel,.
Parallèlement il entreprend un travail singulier très marqué par son histoire personnelle, faite de départs, de voyages et de déracinements. La mémoire et l’histoire familiale y sont également en filigrane entre tribulations réelles et cheminements intérieurs. Le titre de ses premiers travaux, exposés et édités, sont l’Étranger provisoire en 1998, relatant dix années « de port en port » autour du monde, les Chiens de feu en 2002, (traduction française du nom breton Tanguy), plongée dans ses albums de famille, et le Chemin de cécité en 2007, retour dans ce village africain qui l’a vu grandir quarante années plus tôt.
En 2015, il est lauréat, avec Anne-Lise Broyer, de la bourse du festival de la photographie de mer de Vannes, pour un projet à Valparaíso, sur les traces de Sergio Larrain et Pablo Neruda. Ce travail donnera lieu à une exposition et un livre, Du monde vers le monde, escale à Valparaiso, présentés l’année suivante dans le cadre du même festival. En 2016, il publie chez Locus Solus un nouvel ouvrage, Sad Paradise, la dernière route de Jack Kerouac, représentant six années de travail autour d’une correspondance inédite entre Jack Kerouac et Youenn Gwernig,.
Fin 2018, l’ensemble de ces travaux est présenté dans une exposition à Lannion, intitulée Absences. La mer continue également d’alimenter son univers photographique, lui qui a participé par le passé à des collaborations sur ce thème : exposition et édition Hommes de mer au Musée de la Marine à Paris en 1999, et l’Art de la Mer à Paris, Tarragone et Barcelone, en 2009.

## Expositions (sélection)
- L'étranger provisoire, à la Galerie Demi-Teinte, Paris, et au Centre atlantique de la photographie, Brest, 1998[12]
- Ailleurs, autrement (collectif), à l'Imagerie, Lannion, 2001[13]
- Les chiens de feu, Chapelle Saint-Joseph, Lesneven, 2002[7]
- Hommes de mer (collectif), au Musée national de la Marine, Paris, 2002[14],[15],[16]
- Le chemin de cécité, Atelier De Visu, Marseille, 2007[17]
- Invitations africaines (collectif), au Quartz, Brest, 2009[18]
- Du monde vers le monde, escale à Valparaiso (avec Anne-Lise Broyer), au Festival de la photographie de mer, Vannes, 2016[19]
- Sad Paradise, Musée de la Cohue, Vannes, Festival Ailleurs, 2017[20],[21],[10]
- Absences, L'Imagerie, Lannion, 2018[22],[23],[11]

## Livres (sélection)
- René Tanguy, L'étranger provisoire, Éditions Filigranes, 1998, 43 p. (ISBN 978-2-910682-49-1)
- René Tanguy, Les chiens de feu, 2002, 29 p. (OCLC 469986131)
- René Tanguy, Hommes de mer : Deuxième biennale de la photographie maritime, Images en Manœuvre, 2002, 143 p. (ISBN 978-2-908445-63-3)
- René Tanguy, Le chemin de cécité, Trézélan, Éditions Filigranes, 2007, 84 p. (ISBN 978-2-35046-168-7)[2]
- René Tanguy et Anne-Lise Broyer, Du monde vers le monde : escale à Valparaiso, Nogent-sur-Marne, Nonpareilles, 2016, 111 p. (ISBN 979-10-90248-08-3)[24]
- René Tanguy, Sad Paradise, la dernière route de Jack Kerouac, Lopérec, Locus Solus, 2016, 205 p. (ISBN 978-2-36833-138-5). [9],[25]